# Uncle Meat
 (novembre 2013).
Si vous disposez d'ouvrages ou d'articles de référence ou si vous connaissez des sites web de qualité traitant du thème abordé ici, merci de compléter l'article en donnant les références utiles à sa vérifiabilité et en les liant à la section « Notes et références ».
Albums de Frank Zappa & The Mothers of Invention
Cruising with Ruben & the Jets
(1968) Hot Rats
(1969)
Uncle Meat, est le titre d'un album de musique sorti en 1969 composé de la bande originale du long métrage éponyme de Frank Zappa commercialisé en 1987. Comme il est précisé sur la pochette, il s'agit de "la musique d'un film que nous n'avons pas encore les moyens financiers de terminer" (« Music for a film we haven't got enough money to finish yet »).
Uncle Meat marque une évolution dans la carrière de Zappa vers le monde du jazz et celui de la musique classique, comme Zappa les concevait. Uncle Meat contient aussi des éléments de néo doo-wop, blues, rock, et des éléments sonores du film. La bizarrerie de Zappa étant toujours présente sur cet album comme le personnage de Suzy Creamcheese déjà présent sur l'album Freak Out! , tout comme le côté caustique et satirique des paroles. Toutefois, l'album se concentre plus sur la musique instrumentale, comme le montre bien l'épique King Kong, un mélange de jazz et de rock d'une durée de 18 minutes, précurseur du jazz fusion.
La version CD sortie en 1995, comporte une nouvelle chanson nommée Tengo Na Minchia Tanta, ainsi que 40 minutes d'extraits du film.

## Liste des titres
Tous les morceaux sont de Frank Zappa, sauf mention contraire
1. Uncle Meat: Main Title Theme - 1 min 56 s
2. The Voice of Cheese - 26 s
3. Nine Types of Industrial Pollution - 6 min 00 s
4. Zolar Czakl - 54 s
5. Dog Breath, in the Year of the Plague - 3 min 59 s
6. The Legend of the Golden Arches - 3 min 28 s
7. Louie Louie (At the Royal Albert Hall in London) (Richard Berry) - 2 min 19 s
8. The Dog Breath Variations - 1 min 48 s
9. Sleeping in a Jar - 50 s
10. Our Bizarre Relationship - 1 min 05 s
11. The Uncle Meat Variations - 4 min 46 s
12. Electric Aunt Jemima - 1 min 46 s
13. Prelude to King Kong - 3 min 38 s
14. God Bless America (Irving Berlin) - 1 min 10 s
15. A Pound for a Brown on the Bus - 1 min 29 s
16. Ian Underwood Whips It Out - 5 min 05 s
17. Mr. Green Genes - 3 min 14 s
18. We Can Shoot You - 2 min 03 s
19. If We'd All Been Living in California... - 1 min 14 s
20. The Air - 2 min 57 s
21. Project X - 4 min 48 s
22. Cruisin' for Burgers - 2 min 18 s
23. Uncle Meat Film Excerpt, Pt. 1 - 37 min 34 s (bonus de l'édition CD de 1995)
24. Tengo Na Minchia Tanta - 3 min 46 s (bonus de l'édition CD de 1995)
25. Uncle Meat Film Excerpt, Pt. 2 - 3 min 50 s (bonus de l'édition CD de 1995)
26. King Kong Itself [Played by the Mothers] - 49 s
27. King Kong II [Interpreted by Dom de Wild] - 1 min 21 s
28. King Kong III [Motorhead Explains It] - 1 min 44 s
29. King Kong IV [Gardner Varieties] - 6 min 17 s
30. King Kong V - 34 s
31. King Kong VI [Live at Miami Pop Festival] - 7 min 24 s

## Musiciens
- Frank Zappa : guitare, percussion, chant
- Ray Collins : chant
- Jimmy Carl Black : comédie, percussion, batterie
- Roy Estrada : basse, chant
- Don Preston : piano électrique
- Billy Mundi : batterie
- Bunk Gardner : piccolo, flûte, clarinette, clarinette basse, saxophone soprano, saxophone alto, saxophone ténor, basson
- Ian Underwood : orgue électrique, piano, clavecin, voix céleste, flûte, clarinette, saxophone alto, saxophone baryton
- Art Tripp : batterie, tympani, vibraphone, marimba, xylophone, block de bois, cloches, carillons
- Euclid James Sherwood : saxophone ténor, tambourin, chœurs
- Ruth Komanoff (= Ruth Underwood) : marimba, vibraphone
- Nelcy Walker : chant soprano sur Dog Breath & The Uncle Meat Variations

Non créditée
- Suzy Creamcheese aka Pamela Zarubica : chœurs

## Production
- Production : Frank Zappa
- Ingénierie : Jesper Hansen
- Technique d'équipement : Euclid James Sherwood
- Conseil : Art Tripp
- Conception de l'emballage : Cal Schenkel
- Chorégraphie : Euclid James Sherwood
- Conception des accessoires : Roy Estrada
- Copie : Ian Underwood
- Relations publiques : Ian Underwood
- Assistance spéciale : Ian Underwood

## Classement
Album - Billboard (Amérique du nord)
| Année | Catégorie  | Position |
| ----- | ---------- | -------- |
| 1969  | Pop Albums | 43       |